# Mesostenus versicolor
Mesostenus versicolor är en stekelart som beskrevs av Henry Lorenz Viereck 1912. Mesostenus versicolor ingår i släktet Mesostenus och familjen brokparasitsteklar. Inga underarter finns listade i Catalogue of Life.